# Oudoostnederfrankisch
Het Oudoostnederfrankisch of Oudoostnederlands vormt samen met het Oudwestnederfrankisch het Oudnederfrankisch, ook wel Oudnederlands genoemd. De belangrijkste bronnen van deze taalvariëteit zijn de zogenaamde Wachtendonckse Psalmen (een interlineaire vertaling van psalmen vanuit het Latijn in het Oud-Oostnederfrankisch) en de Middelfrankische Rijmbijbel.
Verder zijn allerlei glossen en plaats- en persoonsnamen bekend uit Latijnse teksten. Uit met name de laatste bronnen blijkt dat de vroegste namen – stammend uit de negende en tiende eeuw – nog een duidelijk Oudnederfrankisch karakter hebben. In de twaalfde eeuw krijgen de werkwoordsvervoegingen en verbuigingen van zelfstandige naamwoorden groeiende Middelnederlandse eigenschappen.
Het Oudnederlands steunde zowel op het Oudoost- als op het Oudwestnederfrankisch. Ook het uit het Oudnederlands voortgekomen Middelnederlands steunde op beide hoofddialecten. Volgens historisch-taalkundigen waren er dan ook geen grote wezenlijke verschillen tussen beide.

## Voorbeeld
Om een indruk te geven van het Oudoostnederfrankisch volgt hier een fragment uit de Wachtendonckse Psalmen met de Latijnse brontekst. Het is goed te bedenken dat het hier een interlineaire vertaling betreft.
Hier wordt een deel van Psalm 58 weergegeven. In de nieuwe Bijbelvertaling in het Nederlands is dit Psalm 59. Eerst volgt de Latijnse tekst, daaronder de interlineaire vertaling in het Oudoostnederfrankisch en daaronder weer wordt de vertaling uit de nieuwe Nederlandse Bijbelvertaling gegeven:
2.	Eripe me de inimicis meis, deus meus, et ab insurgentibus in me libera me.
Gineri mi fan fiundun mînum, got mîn, in fan anstandandon an mî genere mi.
Bevrijd mij van mijn vijanden, mijn God, bescherm mij tegen mijn belagers.
3.	Eripe me de operantibus iniquitatem, et de uiris sanguinum salua me.
Genere mi fan uuirkindon unreht, in fan mannon bluodo bihalt mi.
Bevrijd mij van wie onrecht doen, red mij van hen die bloed vergieten.
4.	Quia ecce ceperunt animam meam, irruerunt in me fortes.
Uuanda ecco fiengon sêla mîna, analiepon an mî starca.
Zij hebben het op mijn leven voorzien en vallen mij met geweld.
5.	Neque iniquitas mea, neque peccatum meum, domine, sine iniquitate cucurri et dirigebar.
Noh unreht mîn, noh sunda mîn, hêrro, sundir unreht ran ik in gerichtit uuarht ik.
Niet om mijn misdaad, niet om mijn zonde, HEER, ik ben onschuldig, maar zij dringen op en sluiten de rijen.
6.	Exsurge in occursum meum et uide! et tu, domine meus uirtutem, deus Israel, intende ad uisitandas omnes gentes; non :miserearis omnibus qui operantur iniquitatem.
Upstâ an geginlôup mînin in gesig! in thû, hêrro got crefto, got Israelis, thenco te uuîsene alla thiadi; ne genâtho thu allon thia uuircunt unreht.
Verhef u om mij te helpen, zie naar mij om, HEER, God van de hemelse nachten, God van Israël, ontwaak en straf alle volken, heb geen genade met verraad en onrecht.